# 성광중학교
성광중학교(聖光中學校)는 대한민국 대구광역시 북구 복현동에 있는 사립 중학교이다.

## 학교 연혁
- 1952년 9월 1일 : 성광중학교 가교사 4교실 칠성동에서 신축
- 1952년 10월 3일 : 성광중학교 개원
- 1953년 6월 26일 : 재단법인 남산 교육재단 인가
- 1953년 10월 8일 : 설립 인가 9학급(450명)
- 1954년 2월 1일 : 초대 교장 백운기 교장 취임
- 1954년 3월 9일 : 중학교 제1회 졸업식(중학원 포함 3회)
- 1964년 1월 27일 : 중학교 본관 준공(33교실)
- 1989년 5월 25일 : 제15대 재단이사장 이종진 박사 취임
- 1993년 9월 20일 : 복현동 신축교사 준공으로 학교 이전
- 1993년 12월 23일 : 성광 교육재단으로 명칭 변경
- 2010년 3월 1일 : 운동장 인조 잔디 구장 및 우레탄 트랙 조성
- 2022년 2월 10일 : 제69회 졸업식(졸업생 연인원 32,751명)
- 2022년 3월 1일 : 제23대 김기식 교장 취임
- 2022년 3월 2일 : 2022학년도 신입생 222명(10개 학급) 입학

## 학교 위치
- 1953년 10월 8일 ~ 1993년 9월 20일 : 북구 호암로 20 (칠성동2가)
- 1993년 9월 21일 ~ (현재) : 북구 검단로 150 (복현동)

## 참고 자료
- 성광중학교 - 한국교육학술정보원 학교알리미